# Датт, Кешав
Кешав Чандра Датт (англ. Keshav Chandra Dutt; 29 декабря 1925, Лахор, Пенджаб, Британская Индия — 7 июля 2021, Сантошпур) — индийский хоккеист на траве, полузащитник. Двукратный олимпийский чемпион 1948 и 1952 годов.

## Биография
Кешав Датт родился 29 декабря 1925 года в городе Лахор в Британской Индии (сейчас в Пакистане).
Во время разделения Британской Индии на Индию и Пакистан работал в Бомбее. Из-за столкновений между индуистами и мусульманами в Лахоре не вернулся домой и поселился в Калькутте.
Играл в хоккей на траве за Бенгалию и «Мохун Баган». Был капитаном «Мохун Багана» в 1951—1953 и 1957—1958 годах, в составе команды шесть раз становился чемпионом Индии.
В 1948 году вошёл в состав сборной Индии по хоккею на траве на летних Олимпийских играх в Лондоне и завоевал золотую медаль. Играл на позиции опорного полузащитника, провёл 5 матчей, мячей не забивал.
В 1952 году вошёл в состав сборной Индии по хоккею на траве на летних Олимпийских играх в Хельсинки и завоевал золотую медаль. Играл на позиции опорного полузащитника, провёл 3 матча, мячей не забивал.
В 1972 году был менеджером сборной Индии по хоккею на траве на летних Олимпийских играх в Мюнхене, где она выиграла бронзу. Также после завершения карьеры работал в таможенном департаменте и занимался бадминтоном.
В 2019 году получил награду «Мохун Баган Ратна» за вклад в развитие клуба и индийского хоккея, став первым не футболистом, удостоенным её.
Жил в Калькутте.
Умер 7 июля 2021 года в своём доме в районе Калькутты Сантошпур.

## Семья
Двое сыновей и дочь Кешава Датта живут за границей. Дочь посещала его раз в месяц.